# Małgosia Piekarska
Małgosia Piekarska – postać fikcyjna, bohaterka cyklicznej polskiej powieści radiowej Matysiakowie realizowanej przez Teatr Polskiego Radia, grana przez Joannę Pach-Żbikowską.
Małgosia, urodzona w odcinku z 06.09.1986, jest córką serialowych bohaterów: Tomasza Piekarskiego i Kasi z domu Matysiak (ur. 1960).
Ma młodszą siostrę Krysię (ur. 1993).
Babcią Małgosi jest Jadwiga „Wisia” Matysiakowa, żona Stacha Matysiaka od 1959,  częsta postać i, do śmierci aktorki Ludmiły Łączyńskiej, „fundament” słuchowiska. .
Prababcią Małgosi (protoplastką rodu) była Helena Matysiakowa, żona Józefa, ich ślub w 1931 (złote wesele w odcinku z 18.04.1981) – gospodyni domowa, matka Stacha, Gienka i Danki, która zmarła w odcinku z 29.05.1982. Odtwarzała ją Stanisława Perzanowska.
Pradziadek Małgosi, protoplasta tytułowego rodu Matysiaków, to Józef Matysiak – mąż Heleny, robotnik wykwalifikowany; w odcinku z 28.01.1978 obwieszczono, że przechodzi na emeryturę od 01.02.1978; zmarł w odcinku z 21.02.1987. Rolę Józefa czytał Jan Ciecierski.
Mężem Małgosi jest informatyk Michał Morawski (w tej roli aktor Marcin Hycnar).  Dzieci bohaterki to: Maciek  (ur. 2008), owoc romansu z żonatym artystą-malarzem, oraz Helenka.
Małgosia ukończyła szkołę średnią, liceum, korzystając z amnestii maturalnej w 2006. Po maturze rozpoczęła studia na kierunku politologia na prywatnej uczelni.